# Перед світанком (фільм, 1989)
Перед світанком (рос. Перед рассветом) — радянський воєнний бойовик Ярополка Лапшина.

## Сюжет фільму
Спекотного літа 1941 року на одній із прифронтових залізничних станцій відбувається евакуація в'язнів. Через декілька кілометрів ешелон атакують ворожі літаки і він зупиняється. На охорону та в'язнів нападають німецькі десантники. Втекти вдається лише трьом — молодому лейтенанту НКВС, грабіжнику в законі та репресованому політичному діячу. Вони тікають до лісу. Їм важко, особливо молодому лейтенанту, який намагається конвоювати в'язнів. Однак різні за характером та родом діяльності вони об'єднуються заради боротьби з ворогом.

## В ролях
| Актор                      | Роль              |
| -------------------------- | ----------------- |
| Євген Миронов              | лейтенант         |
| Валерій Рижаков            | політичний діяч   |
| Олександр Панкратов-Чорний | Васько-вусатий    |
| Ігор Варпа                 | Оберст            |
| В'ячеслав Кириличев        | старий            |
| Раїса Рязанова             | лісничиха         |
| Олег Корчиков              | майор             |
| Костянтин Степанков        | Неволін           |
| Данило Нетребін            | Юхим              |
| Віра Альховська            | дружина Юхима     |
| Микола Бадьєв              | старий на вокзалі |
| Віктор Уральський          | дід-в'язень       |

## Знімальна група
- Режисер-постановник: Ярополк Лапшин
- Сценаристи: Геннадій Бокарєв
- Оператор-постановник: Анатолій Лісников
- Композитор: Едуард Артем'єв